# CA Spora Luxembourg
CA Spora Luxembourg foi uma equipe luxemburguesa de futebol com sede em Luxemburgo. Disputava a primeira divisão de Luxemburgo (Campeonato Luxemburguês de Futebol).
Seus jogos foram mandados no Stade Josy Barthel, que possui capacidade para 8.054 espectadores.

## História
O CA Spora Luxembourg foi fundado em 1923.
Em 2005, extinto, ele se fundiu com outros dois clubes do país (CS Alliance 01 Luxembourg e Union Luxembourg)